# Olga Suchomelová
Olga Suchomelová (* 23. listopadu 1950 v Praze) je česká spisovatelka a humanitární aktivistka.

## Život
Olga Suchomelová se narodila a vyrůstala v Praze. Roku 1969 odmaturovala na Střední všeobecně vzdělávací škole Botičská (dnes Gymnázium Botičská). Již před nástupem na střední školu jí zemřela matka, a tak se kvůli tíživé situaci rodiny (k níž nově přispěl postih jejího otce za jeho postoje k sovětské invazi) rozhodla místo studia na vysoké škole převzít starost o domácnost a o mladší sestru a zároveň prací přispívat do rodinného rozpočtu.
Práci se jí podařilo získat v administrativě. Nejprve od roku 1969 do roku 1973 pracovala jako referentka na Správě sociálního zabezpečení v Praze 5. Roku 1971 se jí narodila první dcera. V roce 1973 našla nové místo jako administrativní pracovnice na Fakultě všeobecného lékařství Univerzity Karlovy. Odtamtud roku 1978 přešla nakrátko do administrativy Správy kolejí a menz Univerzity Karlovy, ovšem následujícího roku se jí narodila druhá dcera, s níž odešla na mateřskou dovolenou.
Po mateřské dovolené se Olga Suchomelová nejprve živila krátkodobými brigádami, než v roce 1983 našla místo jako sekretářka v administrativě Všeobecné fakultní nemocnice, kde zůstala více než dvacet let, do roku 2004, kdy převzala práci asistentky pro svého partnera Dr. Jiřího Pondělíčka.
Olga Suchomelová žije v Praze se svým partnerem. Od svých dvou dcer se dosud dočkala pěti vnoučat.

## Povídky a knihy
V roce 2009 začala Olga Suchomelová vyprávět příběhy ze života svého a své rodiny na diskusním serveru Okoun.cz. V lednu 2010 pak napsala první z těchto příběhů formou povídky do čtenářské soutěže internetového magazínu Žena-in a vyhrála bonboniéru, což ji motivovalo k dalšímu vyprávění. Kolem jejích příběhů vznikl internetový fanklub, v němž vznikla idea i možnost k tomu, aby svá vyprávění vydala knižně. První kniha těchto příběhů vyšla ještě roku 2010 v nakladatelství Beth-Or pod názvem Pivo, které strašilo. Následujícího roku 2011 vydalo totéž nakladatelství navazující knihu Nepáchejte dobré skutky.

## Dobrovolnická činnost
Od roku 1990 do 2. poloviny 90. let pracovala Olga Suchomelová ve sdružení KOM (původně Klub osamělých maminek, posléze Klub osamělých maminek a tatínků), zaměřeném na pomoc neúplným rodinám. Dobrovolníci KOMu poskytovali osamělým rodičům lidskou podporu, pomáhali zajišťovat hlídací službu, azylové bydlení, překlenovací bezúročné půjčky, ozdravné a prázdninové pobyty dětí, zprostředkovali odbornou psychologickou a právní pomoc.
Poté, co Olga Suchomelová vydala svou první knihu, okruh příznivců jejích vyprávění se značně rozrostl, a někteří její fanoušci začali organizovat autorská čtení, zprvu u příležitostí literárních a kulturních, posléze též v rámci charitativních akcí.

#### Recenze
- VOSTÁRKOVÁ, Lenka. Autorské čtení z Piva, které strašilo [online]. 2012-03-15 [cit. 2012-08-19]. Dostupné v archivu pořízeném dne 2016-03-04.
- HAVLÍKOVÁ, Petra. V litvínovské knihovně strašilo pivo. Novinky.cz [online]. 2012-03-25 [cit. 2012-08-19]. Dostupné online.
- SHOTTOVÁ, Petra. Tentokrát nejedete aneb Kouzlo Olgy Suchomelové [online]. 2012-07-25 [cit. 2012-08-19]. Dostupné v archivu pořízeném dne 2016-03-05.
- Pivo, které strašilo [online]. [cit. 2012-08-23]. Dostupné v archivu pořízeném dne 2016-03-07.
- Nepáchejte dobré skutky [online]. [cit. 2012-08-23]. Dostupné v archivu pořízeném dne 2020-07-10.